# ALCO RSC-1
RSC-1 (заводское обозначение — E1647) — тепловоз типа 10-1-10—10-1-10 и мощностью 1000 л. с. фирмы American Locomotive Company. RSC-1 конструктивно является шестиосной версией тепловоза RS-1, у которого в каждую тележку добавили по поддерживающей оси, что снизило нагрузку на рельсы. Также прототипом RSC-1 можно рассматривать и RSD-1, у которого со средней оси сняли по тяговому электродвигателю, устранив тем самым проблему «перемоторености», из-за чего наблюдалось резкое падение силы тяги при скоростях выше 30—40 км/ч.
Всего в сентябре 1946 года было выпущено 4 тепловоза RSC-1 (заводские номера 75006—75009). Все поступили они в Бразилию на дорогу São Paulo Railway, для которой стали первыми тепловозами, где им присвоили номера 500—503 и начали эксплуатировать в штате Сан-Паулу. В связи с поглощением São Paulo Railway, тепловозы вскоре перешли в парк Estrada de Ferro Santos-Jundiaí, а вскоре и RFFSA. С 1948 года RSC-1 стали эксплуатировать вместе с новоприбывшими RS-1, хотя первые, благодаря меньшему воздействию на путь, могли эксплуатироваться и на примыкающих второстепенных ветках.